# Vittorio Accornero de Testa
Vittorio Accornero de Testa (Casale Monferrato, 18 giugno 1896 – Milano, 2 marzo 1982) è stato un illustratore, pittore, scenografo costumista e scrittore italiano.

## Biografia
Vittorio Accornero de Testa nasce a Casale Monferrato nel 1896. Compie i suoi primi studi presso l'istituto "Leardi", ma è costretto a interromperli per le vicende belliche della prima guerra mondiale. A 19 anni è sottotenente degli alpini e nel 1916 prende uno dei primi brevetti di pilota. Durante la guerra conosce l'amarezza dell'abbattimento in combattimento aereo (per il quale viene decorato), ma anche la fortuna di restare vivo, seppure con una invalidità. La sua arte sboccia nel primo dopoguerra, prima firmando le sue opere semplicemente Ninon e successivamente, probabilmente su suggerimento di un editore francese, con lo pseudonimo di "Victor Max Ninon" (Victor e Max indicano la forza e la mascolinità, Ninon la fanciullezza). Nel 1919 e nel 1924 realizza illustrazioni per il Giornalino della Domenica, anche assieme alla prima moglie Edina Altara, per Ardita e La Lettura. Nel 1923 vince il concorso per le copertine indetto dalla rivista El Hogar di Buenos Aires e nel 1925 con i suoi pochoir si impone a Parigi all'esposizione internazionale di arti decorative e industriali moderne, ottenendo una medaglia d'oro. Nello stesso anno realizza due copertine per la rivista statunitense The Smart Set. Negli anni venti realizza numerose serie di cartoline in stile art déco per la casa editrice milanese Degami. Il 4 giugno del 1929, a Genova, si imbarca sul Conte Grande assieme alla moglie Edina Altara, alla volta di New York. I due restano nella metropoli americana per alcuni mesi: in questo periodo Accornero lavora alla realizzazione di scenografie teatrali e realizza alcune copertine per la rivista Country Life. Accornero ottiene riconoscimenti e premi, ma la grande crisi economica dell'epoca e la nostalgia dell'Italia convincono i due a tornare in patria, dove riprendono la loro attività di illustratori.
Nel 1934 Accornero si trasferisce a Milano, si separa amichevolmente dalla moglie Edina Altara e continua a dedicarsi all'illustrazione di libri per ragazzi, abbandonando lo pseudonimo Victor Max Ninon. Illustra circa 60 libri, dalle fiabe di Andersen, Perrault e Grimm, ai racconti di Poe, oltre ai celebri Pinocchio e Cuore editi da Mondadori, Mursia, Hoepli, Martello. Diversi libri illustrati da Accornero sono stati pubblicati in francese, spagnolo, tedesco e in inglese. Oltre ai periodici già citati, collabora alla prima edizione dell'Enciclopedia dei Ragazzi, Mondadori, e con le riviste italiane Lidel, Il Secolo XX, L'Illustrazione Italiana, Fantasie d'Italia, La Donna, Cordelia, Per Voi Signora, Grazia, Metropoli, La Domenica del Corriere, Il Corriere dei Piccoli.
Nel 1936 si affaccia al mondo del cinema, realizzando scene e costumi per Nozze Vagabonde di Guido Brignone e Lo squadrone bianco di Augusto Genina.
Dal 1935 al 1950 si dedica anche al teatro, curando scenografie e costumi per numerose operette, balletti e rappresentazioni della Scala di Milano e per i teatri milanesi Manzoni, Lirico e Olympia. Manda in scena Marcello di Giordano, Nina pazza d'amore di Paisiello, I cantori di Norimberga di Wagner, La Bohème di Puccini e altre opere. Per questa attività è citato anche nell'enciclopedia del Teatro.
Negli anni quaranta e cinquanta scrive e illustra per la Mondadori sei libri per ragazzi: Tomaso (1944), Giacomino (1949), Tomaso cacciatore (1948), Zio Stefano (1950), In campagna che delizia! (1953), Tomaso, caro Tomaso (1955). Famose le sue illustrazioni delle Fiabe di Perrault edite in quegli anni da Hoepli.
La sua arte negli anni Cinquanta si evolve verso l'iperrealismo. Sono molte le sue personali in Italia e all'estero, fra le quali si ricordano quelle alle Gallerie Gussoni (1959) e Bolzani (1963 e 1966) di Milano e Walcheturm (1962) di Zurigo. Eminenti critici lodano la sua opera, da Orio Vergani a Enrico Piceni, da Reto Roedel allo stesso De Chirico. Sulla Domenica del Corriere, il giornalista, scrittore e pittore Dino Buzzati scrive due pagine sulle mostre di Accornero del 1959 e del 1963.
Dal 1960 al 1981 collabora con Gucci, disegnando circa 80 foulard, tra i quali il famosissimo Flora, realizzato nel 1966 per Grace Kelly. Una ricca selezione di questi foulard è stata esposta a Sassari nell'agosto 2009, nei locali della Frumentaria, in occasione della mostra "Giardini di Seta - I foulard di Vittorio Accornero per Gucci".
Muore a Milano nel 1982.